# Eutropis dattaroyi
Eutropis dattaroyi — вид сцинкоподібних ящірок родини сцинкових (Scincidae). Ендемік Індії. Описаний у 2020 році.

## Поширення і екологія
Eutropis dattaroyi є ендеміками острова Великий Нікобар в групі Нікобарських островів. Вони живуть у вологих тропічних лісах.